# Ávráhám Ben Jehosua
Avraham Ben Jehosua (Jeruzsálem, 1936. december 9. – Tel-Aviv, 2022. június 14.) izraeli író, egyetemi tanár. Műveit több nyelvre lefordították, magyarul is több kötete jelent meg. Munkásságát számtalan díjjal ismerték el, többek között elnyerte a Bialik-díjat (1989), illetve az Izrael-díjat (1995)

## Élete
1936-ban született Jeruzsálemben, a gimnáziumot is ott, a Rehavia Gymnasiumban végezte el. 1956-ban a szuezi válság alatt egy ejtőernyős alakulatnál szolgált. A katonai szolgálatának letelte után a Jeruzsálemi Héber Egyetemen tanult irodalmat és filozófiát, ahol 1959-ben megismerkedett későbbi feleségével.
Az egyetem elvégzése után a The World Union of Jewish Students párizsi főtitkáraként dolgozott. 1972-től a haifai egyetemen tanított irodalmat. Vendégprofesszorként a Harvardon és a Princetoni Egyetemen is adott elő.
Aktívan politizált, az Izraeli Munkáspárt tagjaként többször szót emelt a palesztinkérdés békés megoldása érdekében. 1976-ban felszólította a politikai vezetést, hogy kezdjen párbeszédet a Palesztin Felszabadítási Szervezettel. Az amerikai zsidósággal komoly nézeteltérésbe keveredett azon kijelentése miatt, miszerint „a nem Izraelben élő zsidók csak eljátsszák a judaizmust”.
Nyolcvanöt éves korában, rákbetegségben hunyt el.

## Magyarul megjelent művei
Magyarul több műve megjelent, neve viszont több különböző átiratban szerepelt ezeken.
- Ávráhám Ben Jehósuá: Szerelmesek, Európa kiadó, Budapest, 1987. (Jólesz László(wd) fordításában)
- Ávráhám B. Jehósuá: Kései válás, Európa kiadó, Budapest, 1994. (Jólesz László fordításában)
- A. B. Yehoshua: Apáról fiúra, Ulpius-ház, Budapest, 2002. (Báti Júlia fordításában)
- A . B. Jehosua: A személyzetis küldetése, Múlt és Jövő kiadó, Budapest, 2005. (Shiri Zsuzsa, Stöckl Judit, Kőbányai János közös fordításában)
- A . B. Jehosua: Az ötödik évszak, Múlt és Jövő kiadó, Budapest, 2007. (Stöckl Judit fordításában)